# 瑞典國家公園列表
瑞典國家公園由瑞典环境保护局（瑞典語：Naturvårdsverket）管理。環境保護局的目標是有系統地管理各獨特的自然區域受保護地區。1909年，瑞典議會通過國家公園法案，同年成立9個國家公園，是歐洲第一個設立國家公園的國家。1918至1962年間，瑞典政府繼續設立了7個國家公園，1982至2009年間再增設了13個國家公園。2009年9月，科斯特海国家公园成立，成為瑞典首個海洋國家公園。而最新的國家公園為奧斯嫩國家公園，於2018年增設。截至2020年8月，瑞典一共30座國家公園，合共佔地743,238公頃。
根據瑞典環境保護局訂立的條件，瑞典國家公園必須代表獨特的自然景觀，並在不破壞自然情況下進行研究、休閒和旅遊。所有公園的總面積九成均屬山地，全因位於北方山區的薩勒克和帕耶兰塔公園佔地廣闊，各有大約200,000公頃（490,000英畝）。瑞典北部大部分國家公園位於拉普人居住區（Laponian Area），該地除了保存着當地的自然景觀，更為欧洲最大原住民族群、以飼養馴鹿為生的原住民萨米人的居住地，因此列入瑞典联合国教育、科学及文化组织世界遗产之一。位於南端的南山脊、達爾比南森林和斯滕斯角國家公園有廣闊的闊葉林，總共佔地2000公頃。位於瑞典中部的菲呂山國家公園是受保護地區網絡公園，當地的保育和旅遊業長期得到世界自然基金會（World Wildlife Fund，簡稱WWF）支持。

## 國家公園列表

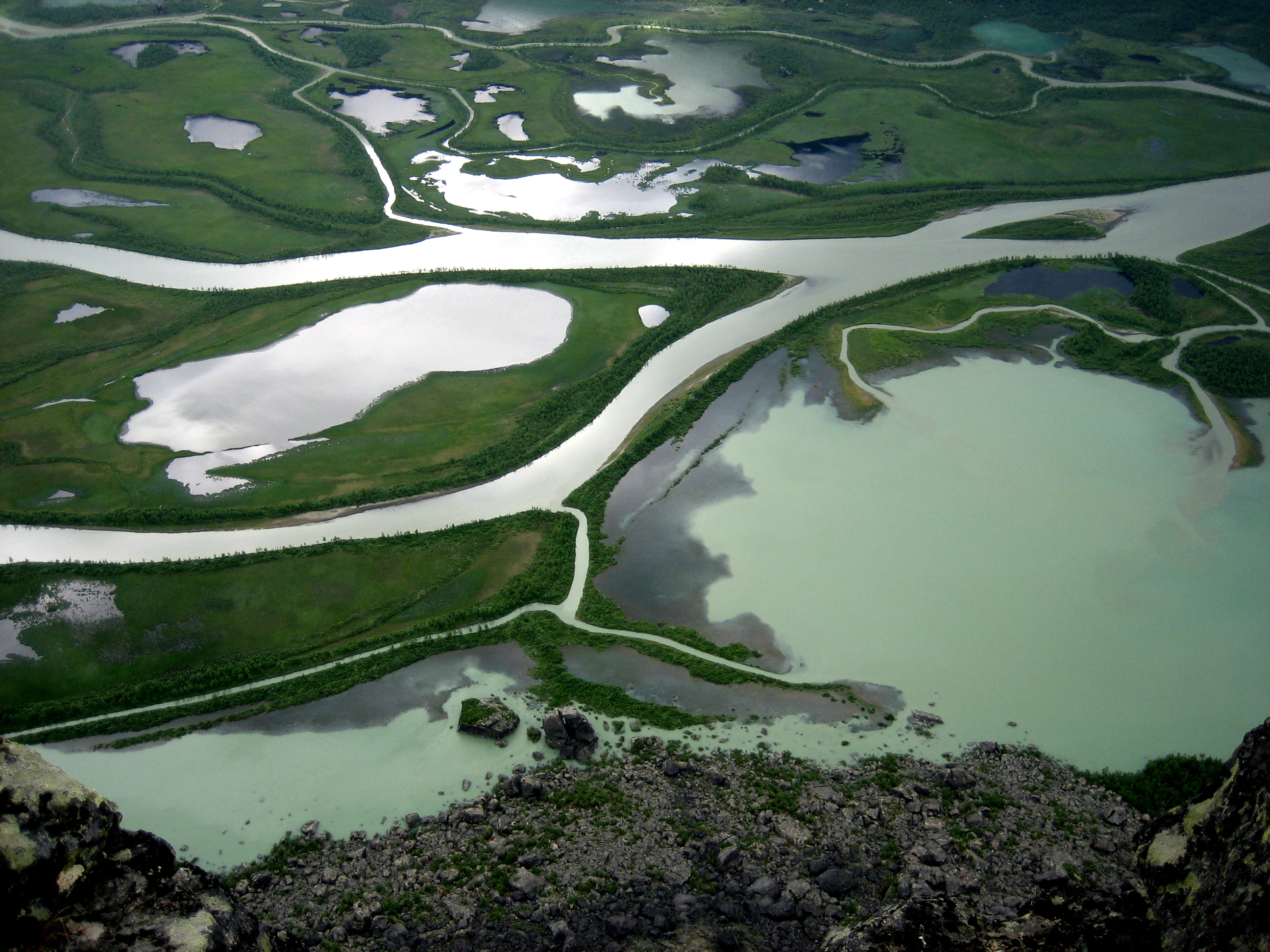
薩勒克國家公園附近的三角洲
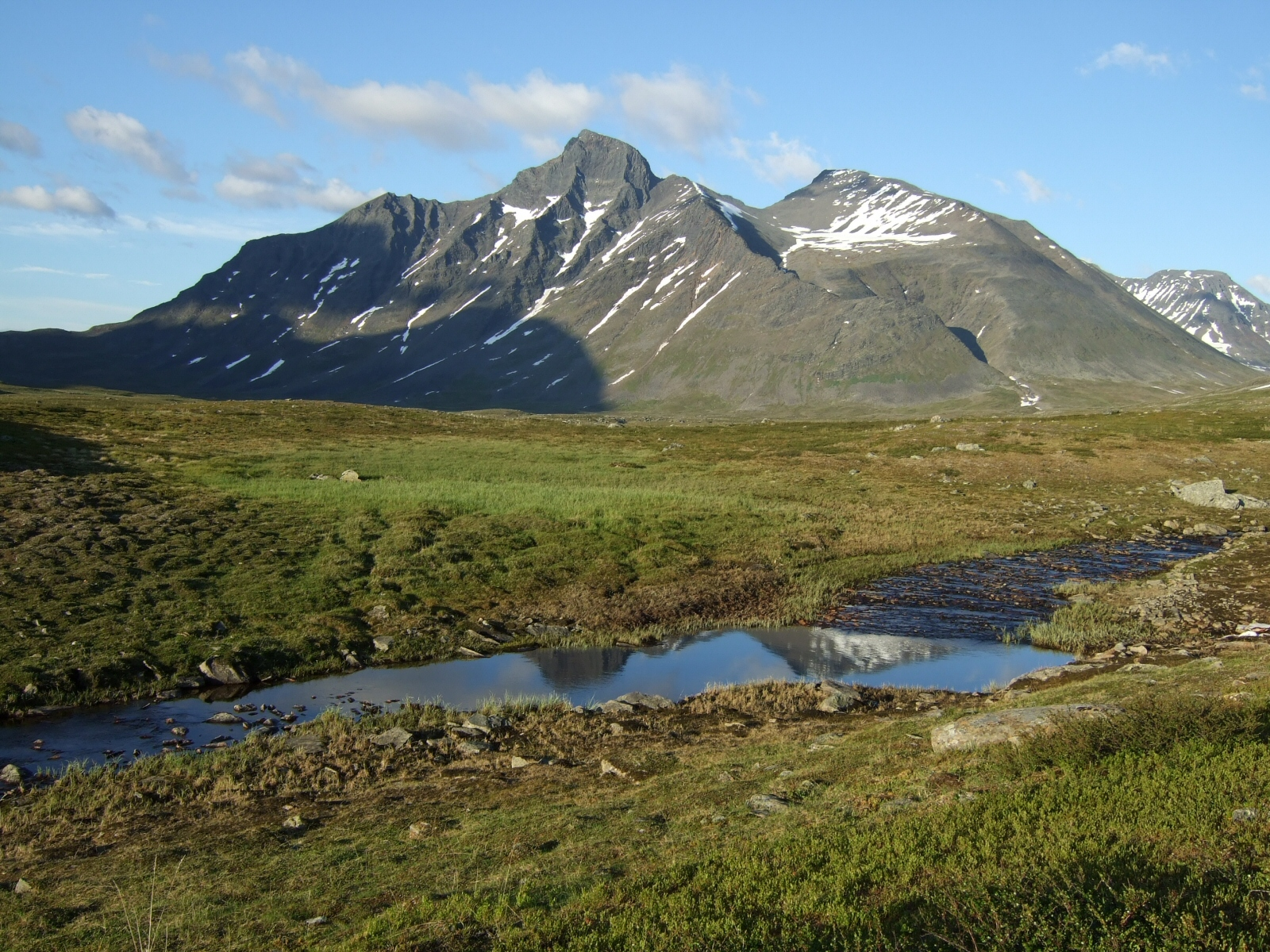
薩勒克國家公園裏包含的皮耶里克帕克特山（英语：Pierikpakte）
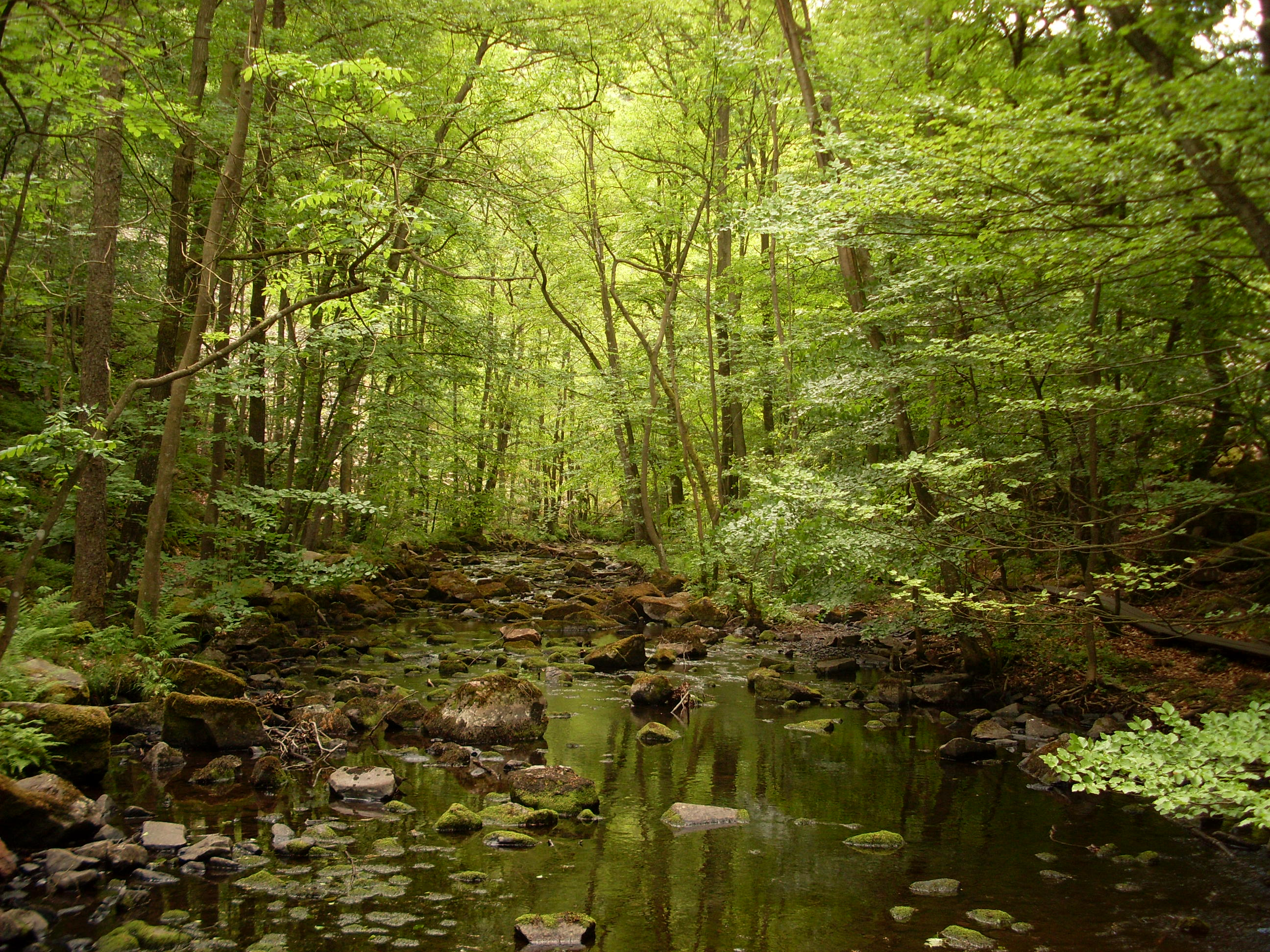
南山脊國家公園
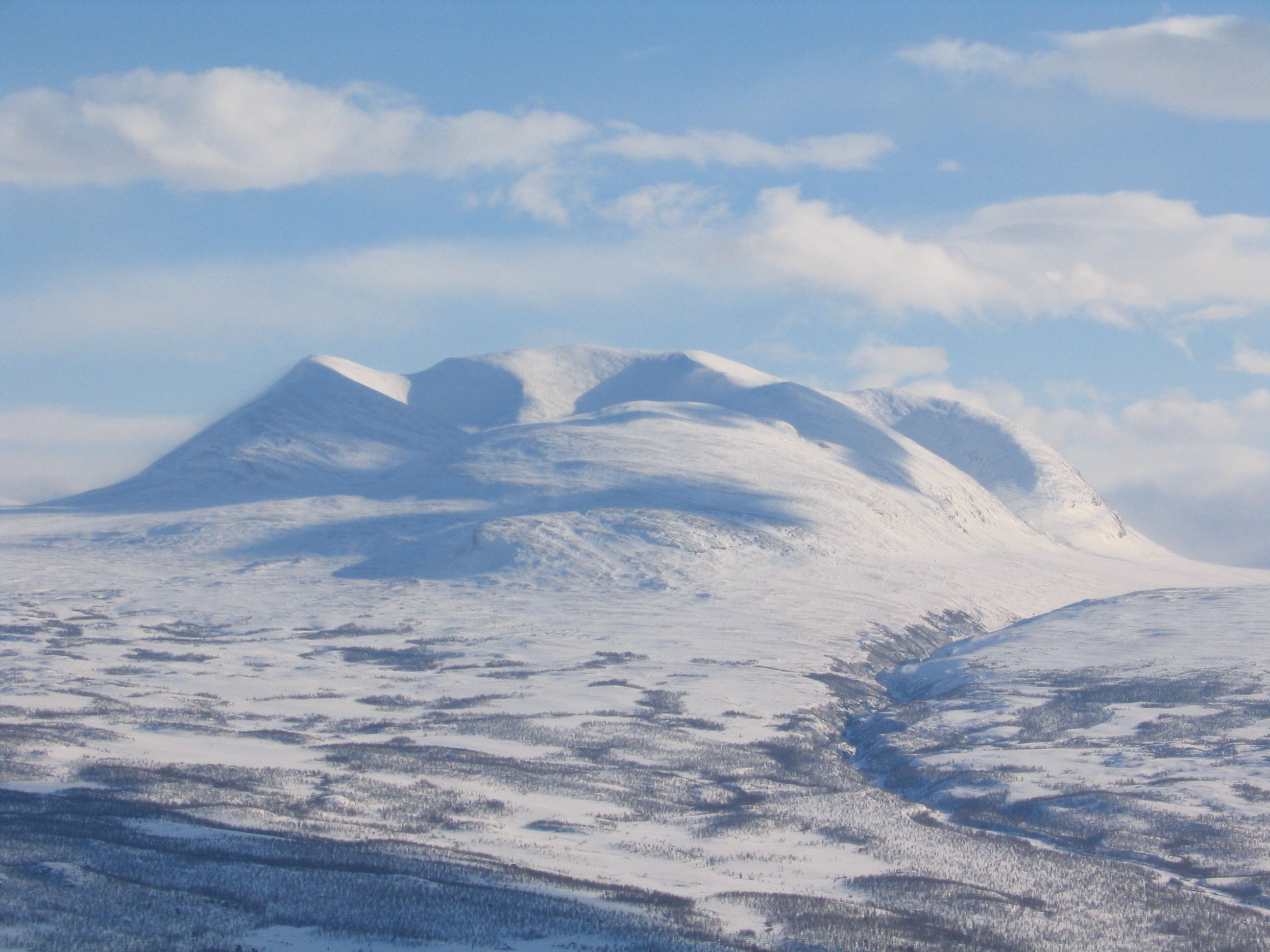
為初代國家公園的阿比斯庫國家公園
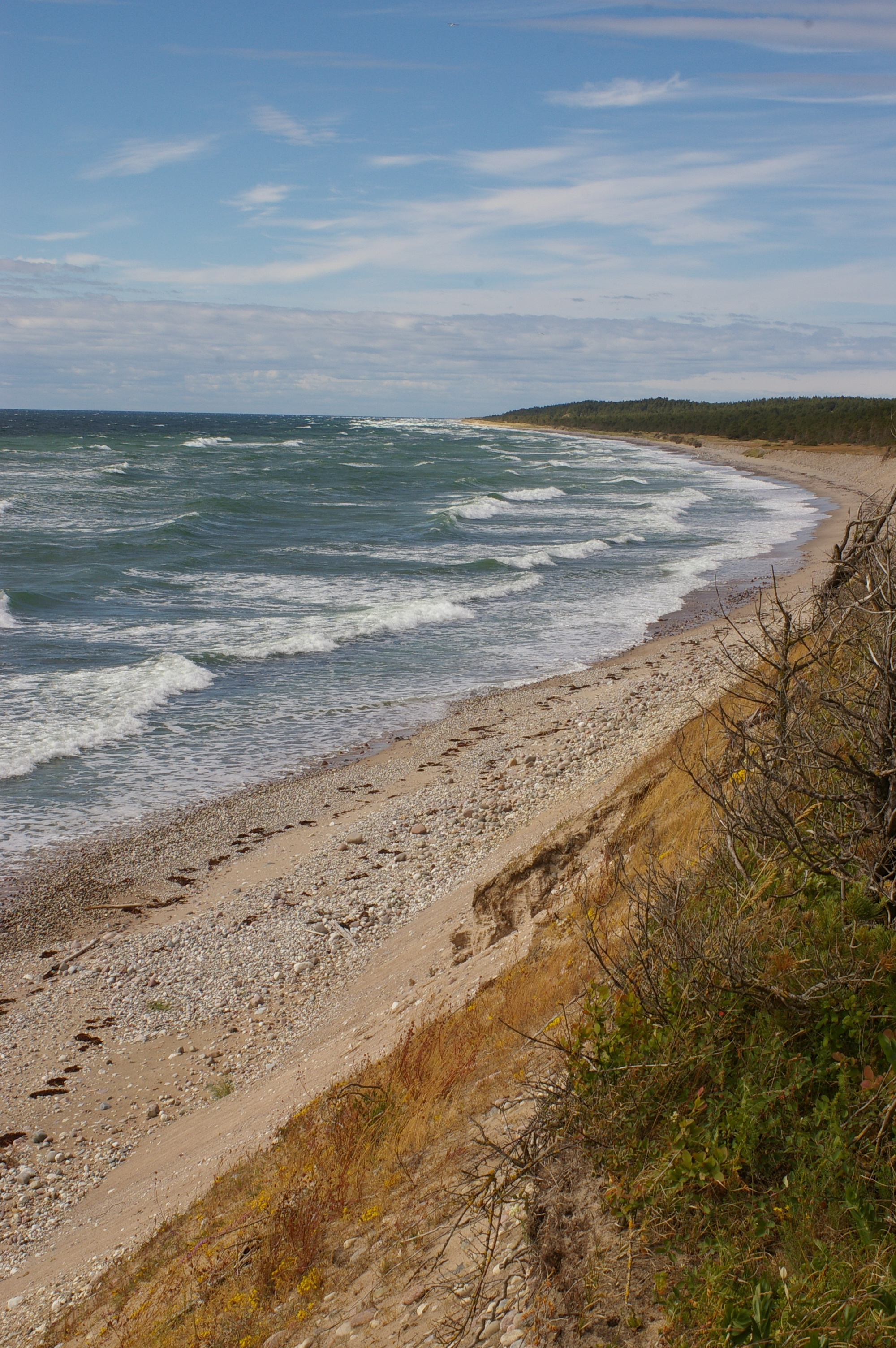
為初代國家公園的哥得兰沙岛国家公园
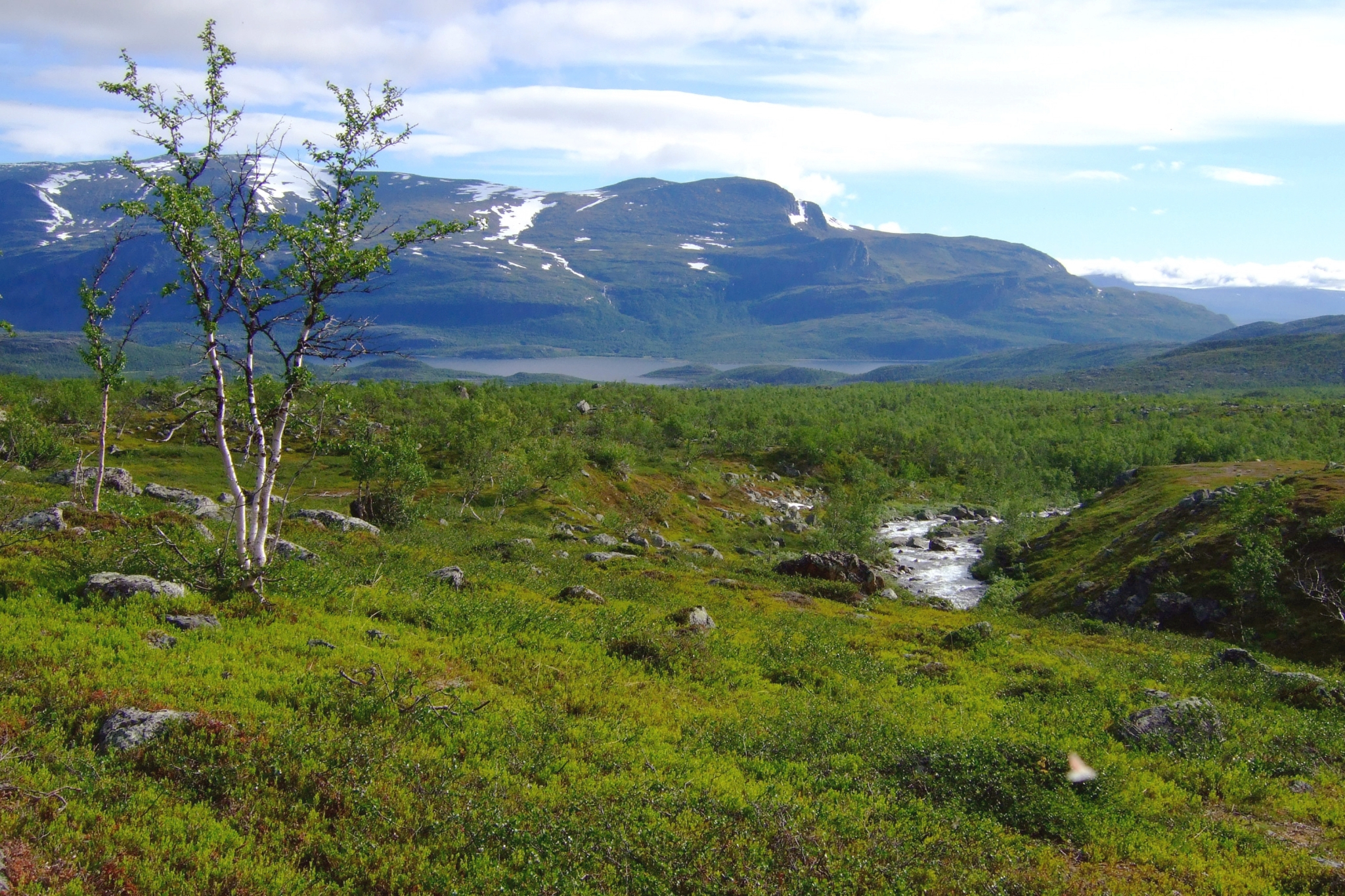
大湖瀑布国家公园
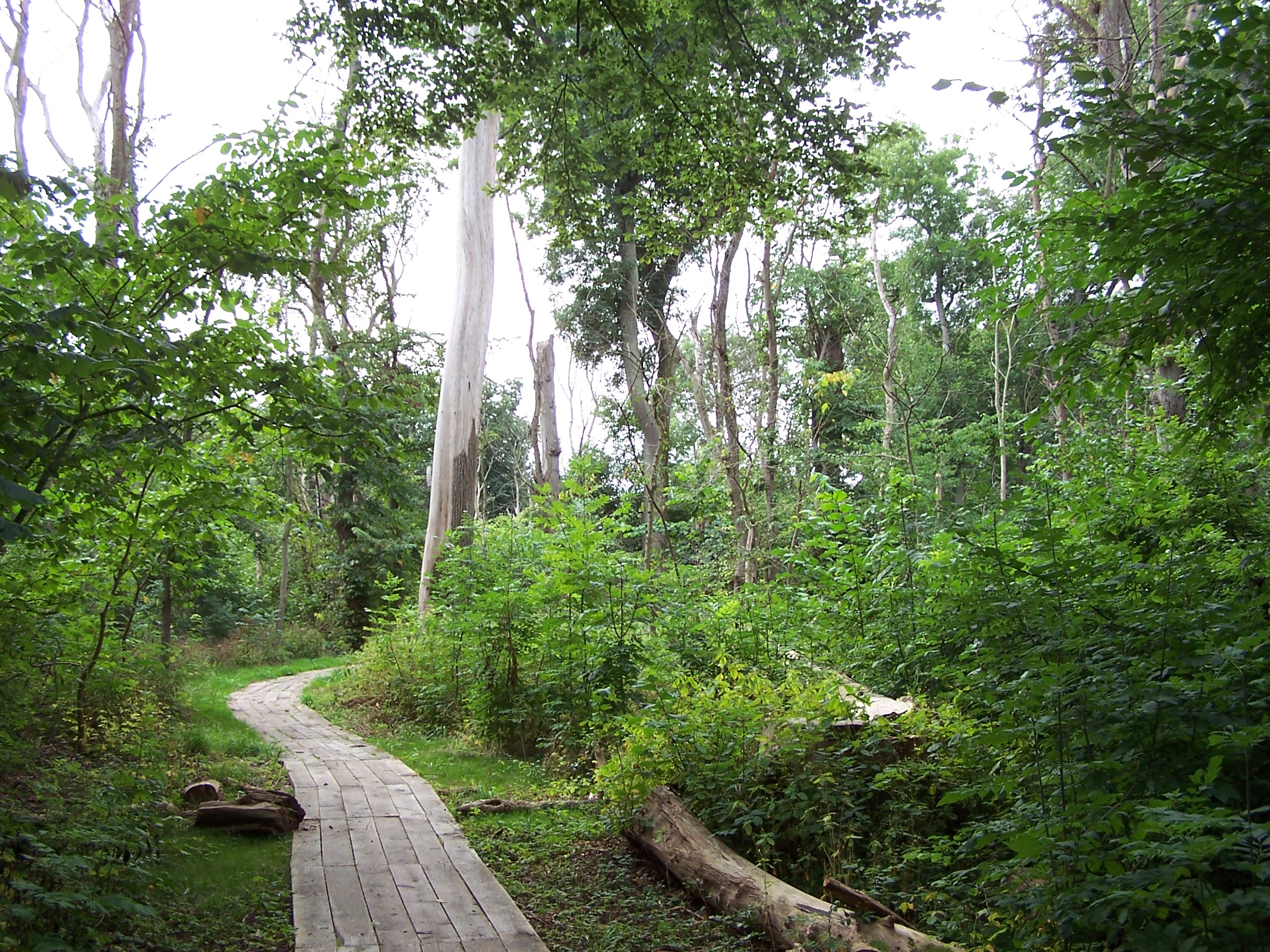
達爾比南森林國家公園裏的森林
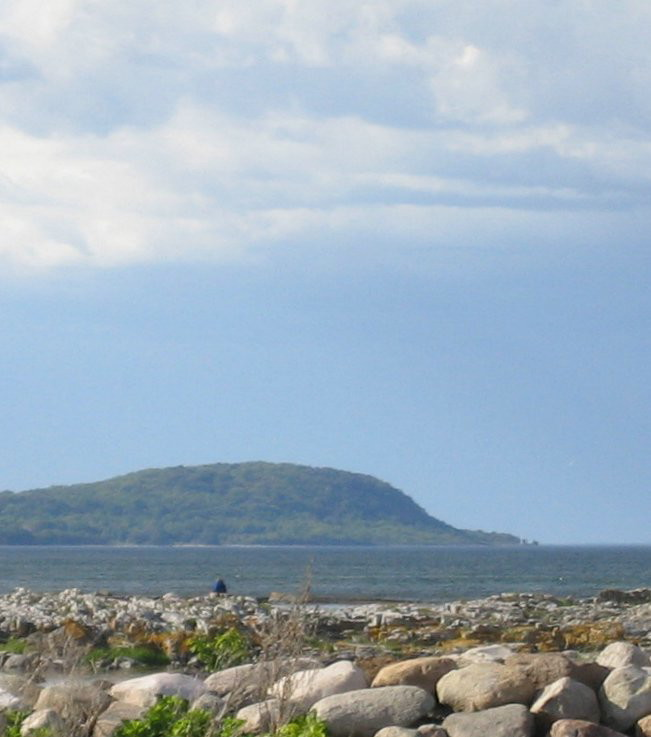
位於斯滕斯角國家公園的斯滕斯角
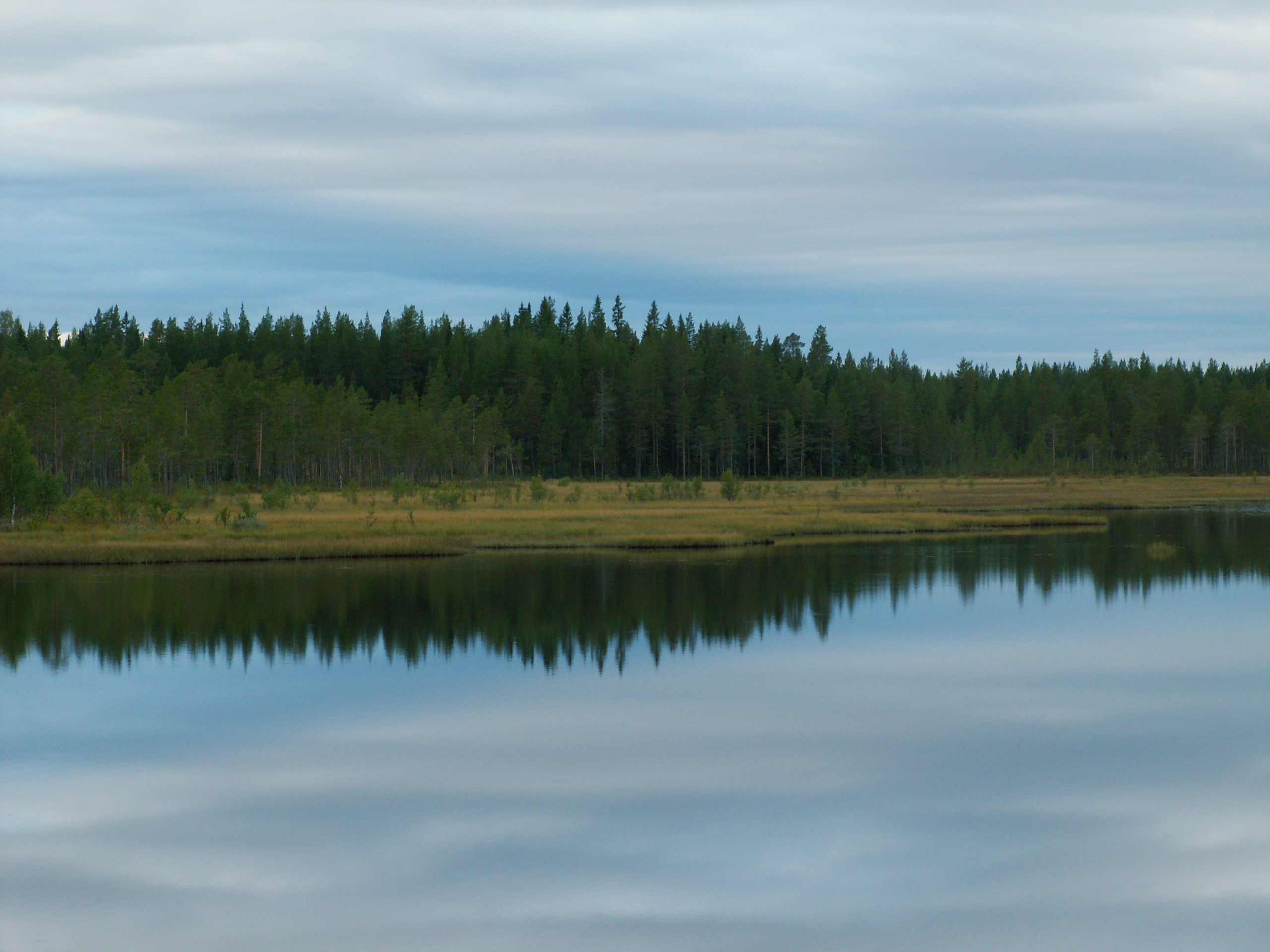
哈姆拉國家公園

| 名稱                                                  | 位置                                         | 面積（公頃）               | 設立年份 | 公園描述 |
| ----------------------------------------------------- | -------------------------------------------- | -------------------------- | -------- | --- |
| 阿比斯库国家公园 Abisko nationalpark                  | 北博滕省                                     | 7,700公頃（19,027英畝）    | 1909     | 公園以南及西面均為山脈，以北是斯堪的納維亞最大的高山湖托尔讷湖。                                                                                               |
| 恩斯岛国家公园 Ängsö nationalpark                     | 斯德哥尔摩省                                 | 168公頃（415英畝）         | 1909     | 恩斯岛（Ängsö）是位於斯德哥爾摩群島的一個島嶼。公園以其「群島中的古代農田景觀、春季花朵和多變的鳥類生活」馳名。                                                |
| 奧斯嫩國家公園 Åsnens nationalpark                    | 克鲁努贝里省                                 | 1,873公頃（4,628英畝）     | 2018     | 群島附近的海域覆蓋整片原始森林地帶。公園不論是陸地或海洋，都育有豐富的動植物。                                                                                 |
| 比约恩兰德国家公园 Björnlandets nationalpark          | 西博滕省                                     | 1,100公頃（2,718英畝）     | 1991     | 公園非常獨特，有一大片原始森林以及山地，陡峭峽谷的山地，公園內甚至有幾處森林火災的痕跡。                                                                       |
| 布洛永弗伦国家公园 Blå jungfruns nationalpark         | 卡尔马省                                     | 198公頃（489英畝）         | 1926     | 布洛永弗伦国家公园建于波羅的海的一個島嶼布洛永弗伦岛，公園北部是危險區域，有大量裂縫和凹陷，而南部則為樹林地帶。                                               |
| 达尔比南森林国家公园 Dalby Söderskogs nationalpark    | 斯科讷省                                     | 36公頃（89英畝）           | 1918     | 以落葉林為主，圍繞著一條寬56-（184-英尺）、佔據公園大片區域的土堤。                                                                                            |
| 于勒国家公园 Djurö nationalpark                       | 西约塔兰省                                   | 2,400公頃（5,931英畝）     | 1991     | 于勒国家公园由瑞典最大的湖维纳恩湖附近的約三十所群島組成。 |
| 费讷布湖国家公园 Färnebofjärdens nationalpark         | 达拉纳省、耶夫勒堡省、乌普萨拉省以及西曼兰省 | 10,100公頃（24,958英畝）   | 1998     | 達爾河流經公園，不規則的岸線包圍200多個大小島嶼 |
| 菲呂山國家公園 Fulufjällets nationalpark              | 达拉纳省                                     | 38,500公頃（95,136英畝）   | 2002     | 公園有大量秃山及石楠荒原，瑞典山峰中少有 |
| 加尔普许坦国家公园 Garphyttans nationalpark           | 厄勒布鲁省                                   | 111公頃（274英畝）         | 1909     | 公園之地形因人類農耕和林業而改變，如牧地和落葉林。 |
| 哥得兰沙岛国家公园 Gotska sandöns nationalpark        | 哥得兰省                                     | 4,490公頃（11,095英畝）    | 1909     | 哥得兰沙岛是沙形成的島嶼，景觀主要是沙灘、沙丘和松林為主。 |
| 哈姆拉國家公園 Hamra nationalpark                     | 耶夫勒堡省                                   | 28公頃（69英畝）           | 1909     | 哈姆拉國家公園內由兩個冰磧石矮山組成，山上主要是原始森林和岩石巨礫。                                                                                           |
| 哈帕蘭達群島國家公園 Haparanda skärgårds nationalpark | 北博滕省                                     | 6,000公頃（14,826英畝）    | 1995     | 哈帕蘭達群島國家公園位於波的尼亞灣的北部，由大量廣闊沙灘的島嶼而組成。                                                                                         |
| 科斯特海国家公园 Kosterhavets nationalpark            | 西约塔兰省                                   | 38,878公頃（96,070英畝）   | 2009     | 科斯特海国家公园是瑞典第一座海岸公園，於2009年9月正式成立。公園範圍包括科斯特群島附近的海和海岸，但不包括科斯特群島本身。                                      |
| 穆杜斯國家公園 Muddus nationalpark                    | 北博滕省                                     | 49,340公頃（121,922英畝）  | 1942     | 穆杜斯國家公園有深谷和原始森林。公園自然物質豐富，內有瑞典最古老的的松樹。                                                                                     |
| 北克维尔国家公园 Norra Kvills nationalpark            | 卡尔马省                                     | 114公頃（282英畝）         | 1927     | 樹林內的松樹非常古老，已長超過350年。另外公園內有三個湖：大伊德湖（Stora Idegölen）、小伊德湖（Lilla Idegölen）及達爾斯湖（Dalskärret）。                      |
| 帕耶兰塔国家公园 Padjelanta nationalpark              | 北博滕省                                     | 198,400公頃（490,257英畝） | 1962     | 帕耶兰塔国家公园是瑞典最大的國家公園，地勢平坦開揚，西鄰挪威。公園包圍着兩個湖——瓦斯滕湖（Vastenjávrre）和维里湖（Virihávrre）。                               |
| 皮耶利耶山国家公园 Pieljekaise nationalpark           | 北博滕省                                     | 15,340公頃（37,906英畝）   | 1909     | 公園以區內著名的皮耶利耶山（Pieljekaise）命名，公園主要有樺林、山地和湖泊。                                                                                    |
| 松山国家公园 Sonfjällets nationalpark                 | 耶姆特兰省                                   | 10,300公頃（25,452英畝）   | 1909     | 公園以1,278-（4,193-英尺）高的松山（Sonfjället，亦作Sånfjället）命名。山區間的湖泊和樹林相交。                                                                 |
| 薩勒克國家公園 Sareks nationalpark                    | 北博滕省                                     | 197,000公頃（486,798英畝） | 1909     | 薩勒克國家公園的特色是高山景觀，峰巒高聳，谷地狹窄。公園內有超過100條冰川、和一些高於2,000（6,600英尺）的山。                                                  |
| 斯屈勒森林国家公园 Skuleskogens nationalpark          | 西诺尔兰省                                   | 2,360公頃（5,832英畝）     | 1984     | 斯屈勒森林国家公园以原始森林、高山和海岸為主。山峰上覆蓋著松林，被大海和冰原形成了山谷。                                                                       |
| 南山脊国家公园 Söderåsens nationalpark                | 斯科讷省                                     | 1,625公頃（4,015英畝）     | 2001     | 公園內有輪廓明確的90- （300-英尺）的深谷，谷中被闊葉林覆蓋，當中大部份是山毛櫸。                                                                               |
| 斯滕斯角國家公園 Stenshuvuds nationalpark             | 斯科讷省                                     | 390公頃（964英畝）         | 1986     | 斯滕斯角國家公園是面向波羅的海的一個山丘，山丘大部份區域都，是闊葉林。公園附近的地勢平坦，在很遠處外都也能看得見，故經常有船員以斯滕斯角國家公園作為航海路標。 |
| 大湖瀑布国家公园 Stora Sjöfallets nationalpark        | 北博滕省                                     | 127,800公頃（315,801英畝） | 1909     | 公園北部位於斯堪的納維亞山脈之中，包括瑞典最高的幾個山峰。南部的山較矮小，主要是樹林居多。                                                                     |
| 大沼泽国家公园 Store Mosse nationalpark               | 延雪平省                                     | 7,850公頃（19,398英畝）    | 1989     | 大沼泽国家公园有瑞典南部最大沼澤，谢夫湖（Kävsjön），其湖因有大量品種雀鳥而聞名。                                                                              |
| 蒂森林国家公园 Tivedens nationalpark                  | 厄勒布鲁省及西约塔兰省                       | 1,350公頃（3,336英畝）     | 1983     | 蒂森林国家公园是蒂森林（Tiveden）的一大部分，並在森林中最人跡罕至的部份。地勢崎嶇，為佈滿石塊的山區。                                                          |
| 特夫辛河谷国家公园 Töfsingdalens nationalpark         | 达拉纳省                                     | 1,615公頃（3,991英畝）     | 1930     | 公園有兩個山脊組成，中間是由原野和原始森林覆蓋的山谷。 |
| 特雷斯蒂克兰国家公园 Tresticklans nationalpark        | 西约塔兰省                                   | 2,897公頃（7,159英畝）     | 1996     | 特雷斯蒂克兰国家公园內有斯堪的納維亞南部僅存的幾個原始林，公園內亦擁有裂谷景觀                                                                                 |
| 蒂勒斯塔國家公園 Tyresta nationalpark                 | 斯德哥尔摩省                                 | 2,000公頃（4,942英畝）     | 1993     | 蒂勒斯塔國家公園內有瑞典最大的原始森林，被松林覆蓋。原始森林一片廣闊，為現存為數不多的原始森林。公園可欣賞落葉林景色，另外峽谷的坡上有很多石塊。               |
| 瓦德沃山国家公园 Vadvetjåkka nationalpark             | 北博滕省                                     | 2,630公頃（6,499英畝）     | 1920     | 瓦德沃山国家公园以位於公園內的瓦德沃山（Vadvetjåkka）命名。公園位於托尔讷湖（Torneträsk）西北部的山區，是瑞典最北端的國家公園。                                |

## 將設立的國家公園

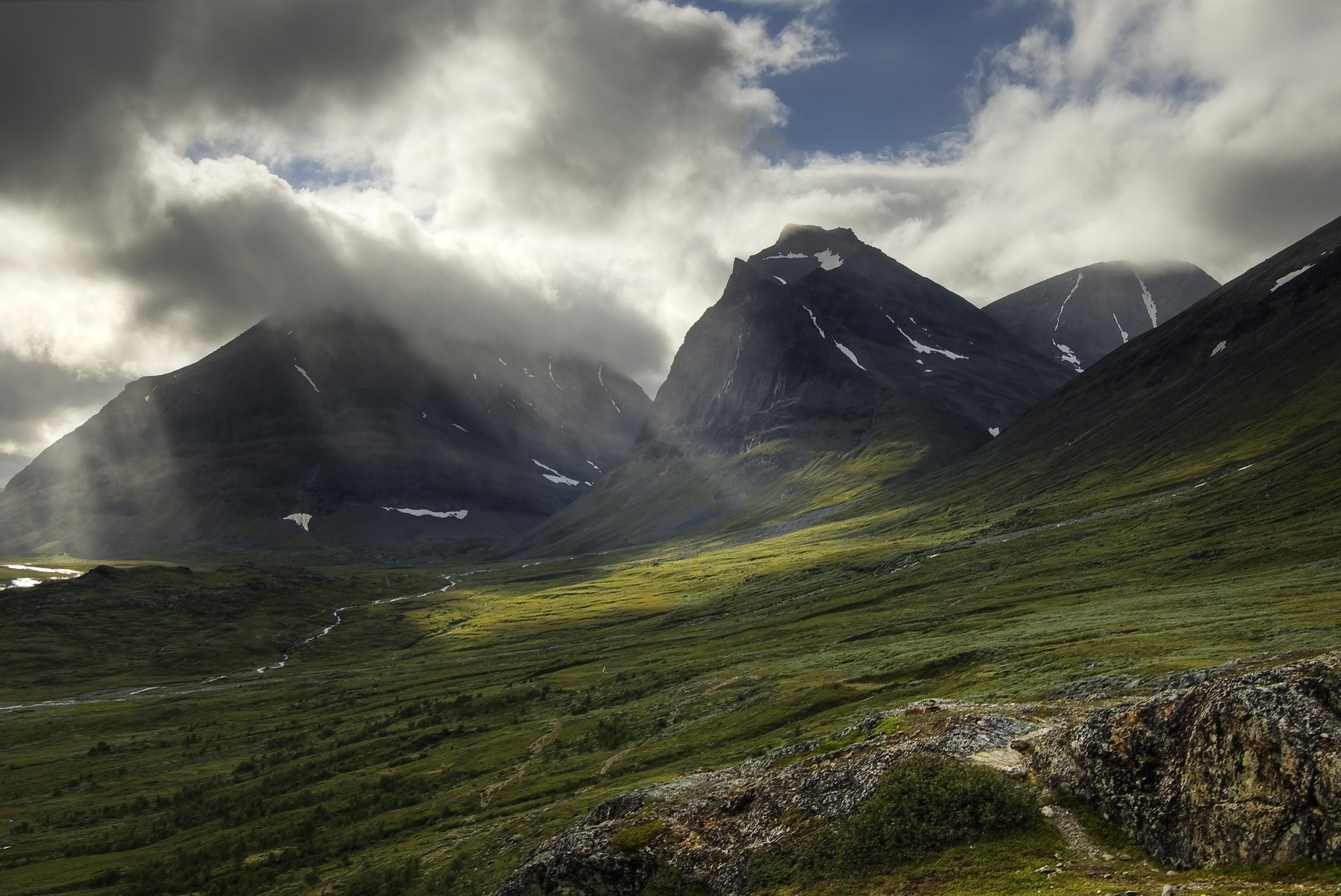
瑞典最高的山凱布訥山將於2009至2013年（當時預計年份）成為國家公園一部分

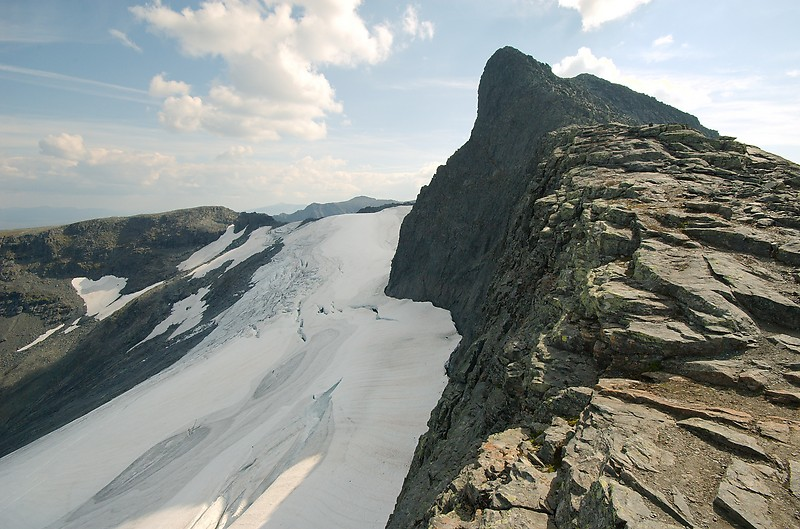
Sylan將成為沃尔河谷-叙拉纳国家公园的一部分。

2008年，瑞典環境保護局經過調查和查問各省份後，計劃於未來成立多13個新國家公園。根據報告，將有七個國家公園會於2009年至2013年落成。而第一個按報告完成的國家公園為科斯特海国家公园，於2009年9月落成。而最新的國家公園為奧斯嫩國家公園，於2018年增設。目前另外六個國家公園落成時間未定。
| 名稱                                                      | 位置                 | 面積（公頃）                 | 預定設立年份 |
| --------------------------------------------------------- | -------------------- | ---------------------------- | ------------ |
| 拜斯特湖國家公園 Basteträsk nationalpark                  | 哥得兰省             | 5,000公頃（12,355英畝）      | 2009–2013    |
| 布莱克山国家公园 Blaikfjällets nationalpark               | 西博滕省             | 40,000公頃（98,842英畝）     | 2009–2013    |
| 凱布訥山國家公園 Kebnekaise nationalpark                  | 北博滕省             | 65,000公頃（160,618英畝）    | 2009–2013    |
| 塔瓦武奥马国家公园 Tavvavuoma nationalpark                | 北博滕省             | 40,000公頃（98,842英畝）     | 2009–2013    |
| 沃尔河谷-叙拉纳國家公園 Vålådalen-Sylarna nationalpark    | 耶姆特兰省           | 230,000公頃（568,342英畝）   | 2009–2013    |
| 奈姆德群岛国家公园 Nämdöskärgårdens nationalpark          | 斯德哥尔摩省         | 14,000公頃（34,595英畝）     | 待定         |
| 科蓬恩國家公園 Koppångens nationalpark                    | 达拉纳省             | 5,000公頃（12,355英畝）      | 待定         |
| 雷沃國家公園 Reivo nationalpark                           | 北博滕省             | 11,000公頃（27,182英畝）     | 待定         |
| 羅根-尤圖爾平原國家公園 Rogen-Juttulslättens nationalpark | 达拉纳省及耶姆特兰省 | 100,000公頃（247,105英畝）   | 待定         |
| 聖安娜國家公園 Sankt Anna nationalpark                    | 东约特兰省           | 10,000公頃（24,711英畝）     | 待定         |
| 温德尔山国家公园 Vindelfjällens nationalpark              | 西博滕省             | 550,000公頃（1,359,080英畝） | 待定         |